# Laticoleus sokokei
Laticoleus sokokei là một loài tò vò trong họ Ichneumonidae.